# Didier Aaron
Pour les articles homonymes, voir Aaron.
Didier Aaron, né le 27 avril 1923 à Paris et mort dans la même ville le 3 janvier 2009, est un résistant, antiquaire et galeriste français.

## Biographie
Fils d'un banquier et d'une antiquaire proche de Marie Laurencin et d'Henri Bergson, Didier Aaron fréquente le lycée Janson-de-Sailly à Paris et est par la suite licencié en droit, en histoire de l'art et ès lettres,.
Résistant dans le maquis du Vercors, il est décoré de la croix de guerre 1939-1945 et de la médaille de la Résistance.
Il crée son entreprise au sortir de la Seconde Guerre mondiale, Didier Aaron et Cie, et s'établit rue du Faubourg-Saint-Honoré. Spécialiste du mobilier français du XVIIIe siècle, il s'associe à des décorateurs, dont Jacques Grange, et développe sa société en créant des succursales à Londres, New-York et Los Angeles et en investissant en Asie. Professionnel reconnu, il est expert près les Douanes françaises, membre du Comité Colbert, du groupe Antiquaires à Paris et du Syndicat national des antiquaires. Il a également présidé l'association des Amis du musée Nissim-de-Camondo.
En 1991, il laisse son entreprise à son fils, Hervé Aaron, qui devient ensuite le président du Syndicat national des antiquaires.

## Distinctions
- Officier de la Légion d'honneur[6]
- Chevalier de l'ordre national du Mérite
- Croix de guerre 1939–1945
- Médaille de la Résistance française